# Motociclismo

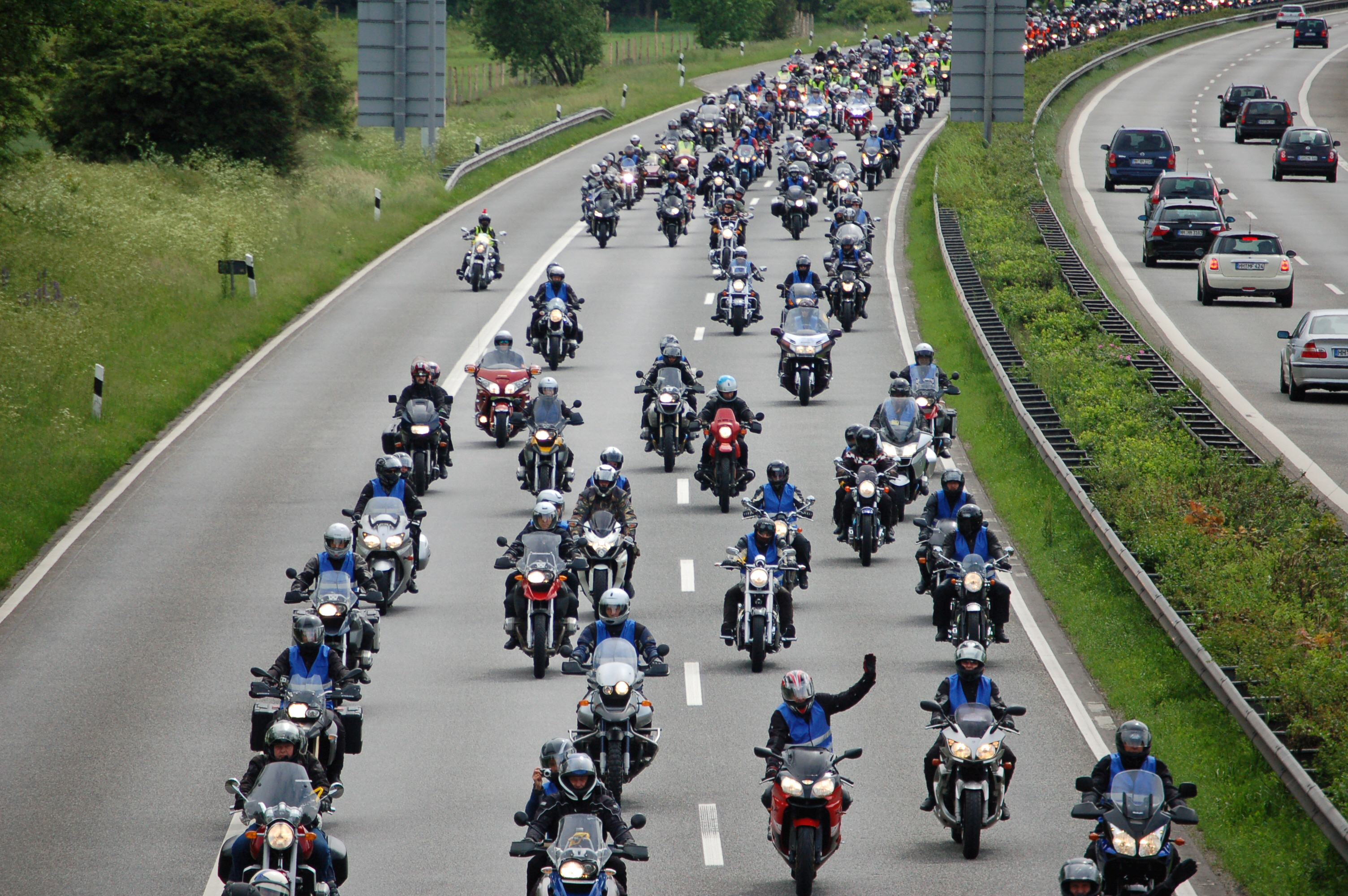
Una sfilata di motociclisti lungo un'autostrada tedesca

Il motociclismo nella sua accezione più estesa è un insieme di attività che si svolgono con qualsiasi tipo di motocicletta (o più in generale con dei motoveicoli).
Queste attività spaziano dal motociclismo sportivo al mototurismo e motoradunismo, fino al quotidiano utilizzo della motocicletta come mezzo di trasporto e di lavoro urbano ed interurbano.

## Motociclismo sportivo

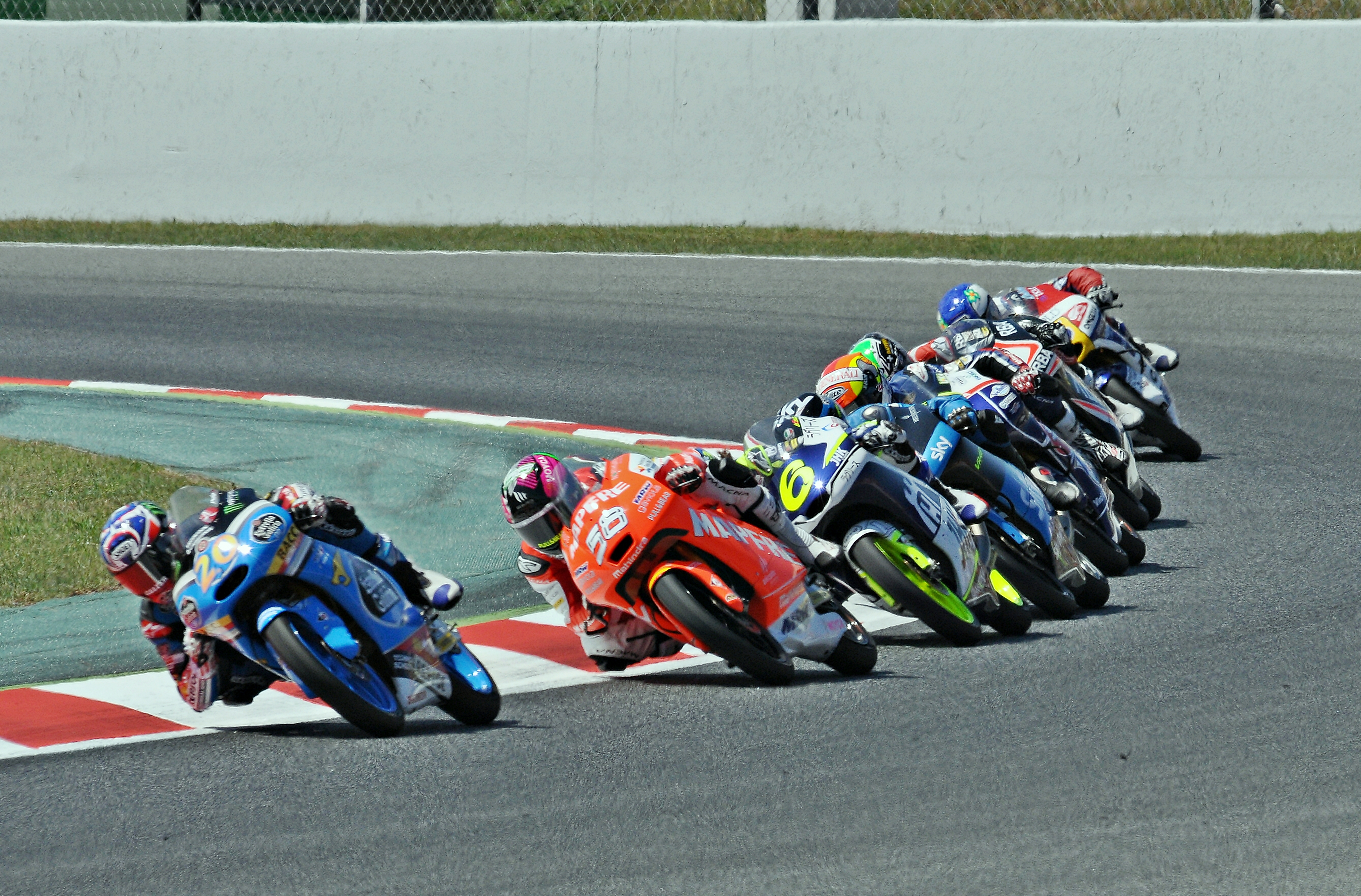
Una gara di Moto3

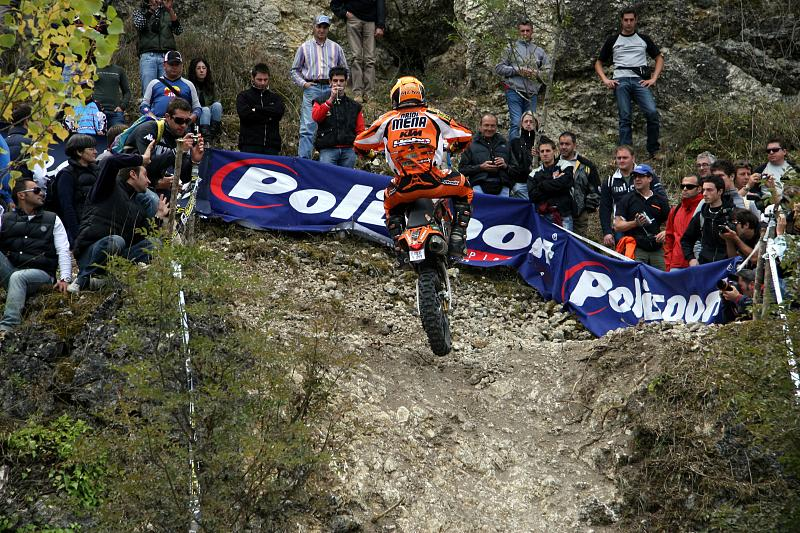
Una gara di enduro

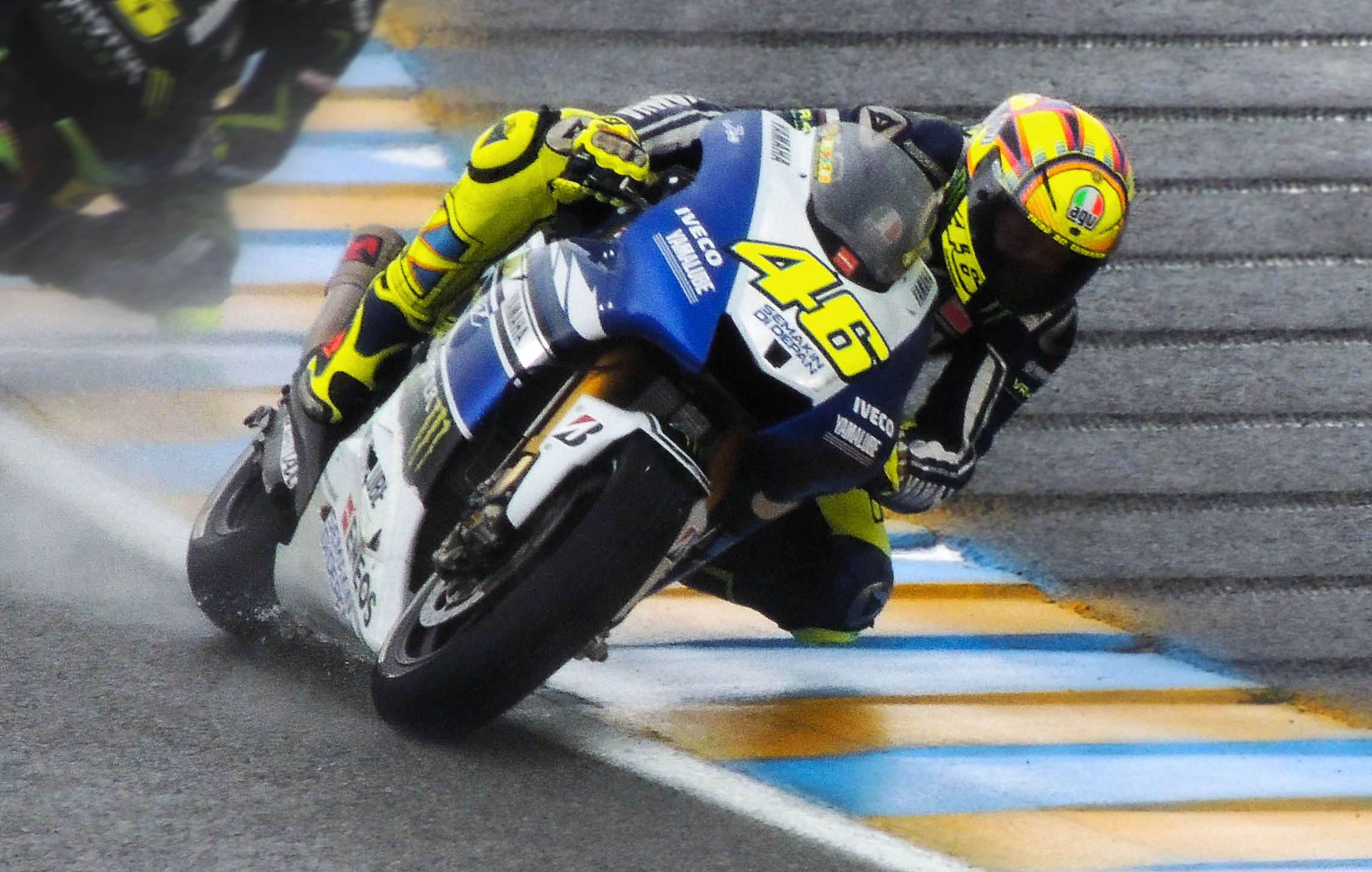
Valentino Rossi durante una gara di MotoGP.

Il motociclismo sportivo è il settore agonistico comprendente le varie discipline che prevedono competizioni tra piloti a bordo di motociclette.
Utilizzare i nuovi mezzi di locomozione a fine Ottocento per gareggiare al pari dei cavalli, biciclette e simili, è stato un evento naturale nell'evoluzione della competizione tra uomini con qualsivoglia mezzo.
Oggi è uno tra gli sport motoristici più diffusi, seguiti e praticati in Italia e nei paesi più "avanzati", cioè quei paesi che hanno la possibilità di investire economicamente in questo settore.
Esistono due tipologie principali:
- Velocità, competizioni su suoli compatti asfaltati, comprendente diverse categorie e campionati:
  - Motomondiale prototipi di motociclette che competono al campionato mondiale di velocità
  - Superbike
  - Supersport
  - Superstock
  - Endurance
  - Minimoto
  - MiniGP
  - Tourist Trophy
- Fuoristrada, competizioni su suoli non compatti
  - Motocross, i modelli che vengono usati nelle gare di motocross, con soluzioni tecniche che permettono l'uso su percorsi sterrati a velocità sostenute e in presenza di salti o avvallamenti marcati.
  - Enduro (in passato Regolarità), sono sempre moto da competizione, che gareggiano nelle gare da enduro e nella maggior parte sono moto da cross riadattate per questa competizione, che prevede l'uso di un motoveicolo omologato per uso stradale e che deve rispettare le normative stradali.
  - Trial, modelli usati per le competizioni apposite, che non necessitano di velocità elevate ma le cui caratteristiche di leggerezza e agilità consentono di superare quasi ogni tipo di ostacolo.
  - Rally Dakar, moto usate nelle competizioni africane di Rally Dakar, con determinate caratteristiche fisiche e soluzioni specifiche, le quali inizialmente erano derivate da moto per l'enduro
  - Speedway, moto particolarmente leggere e semplici, infatti di solito non hanno l'ammortizzatore posteriore e non presentano un cambio a più rapporti, con il sistema frenante ridotto al minimo o assente
  - Hare scramble, gara motociclistica off-road che varia riguardo alla distanza e al tempo.
- Misto
  - Supermotard, che si corre in circuiti nati per le gare di kart oppure su piste appositamente create, composte da circa il 30% di sterrato e il 70% asfalto. Questa disciplina viene praticata con moto da cross riviste nelle sospensioni e con gomme stradali

Il motociclismo sportivo è uno sport prettamente individuale (a parte le motociclette con sidecar) e trova solo rari esempi di competizioni a squadre: Cross delle nazioni, International Six Days ecc.
Il regolamento e organizzazione delle diverse discipline sportive è di competenza della Federazione Internazionale Motociclistica.

## Motoradunismo

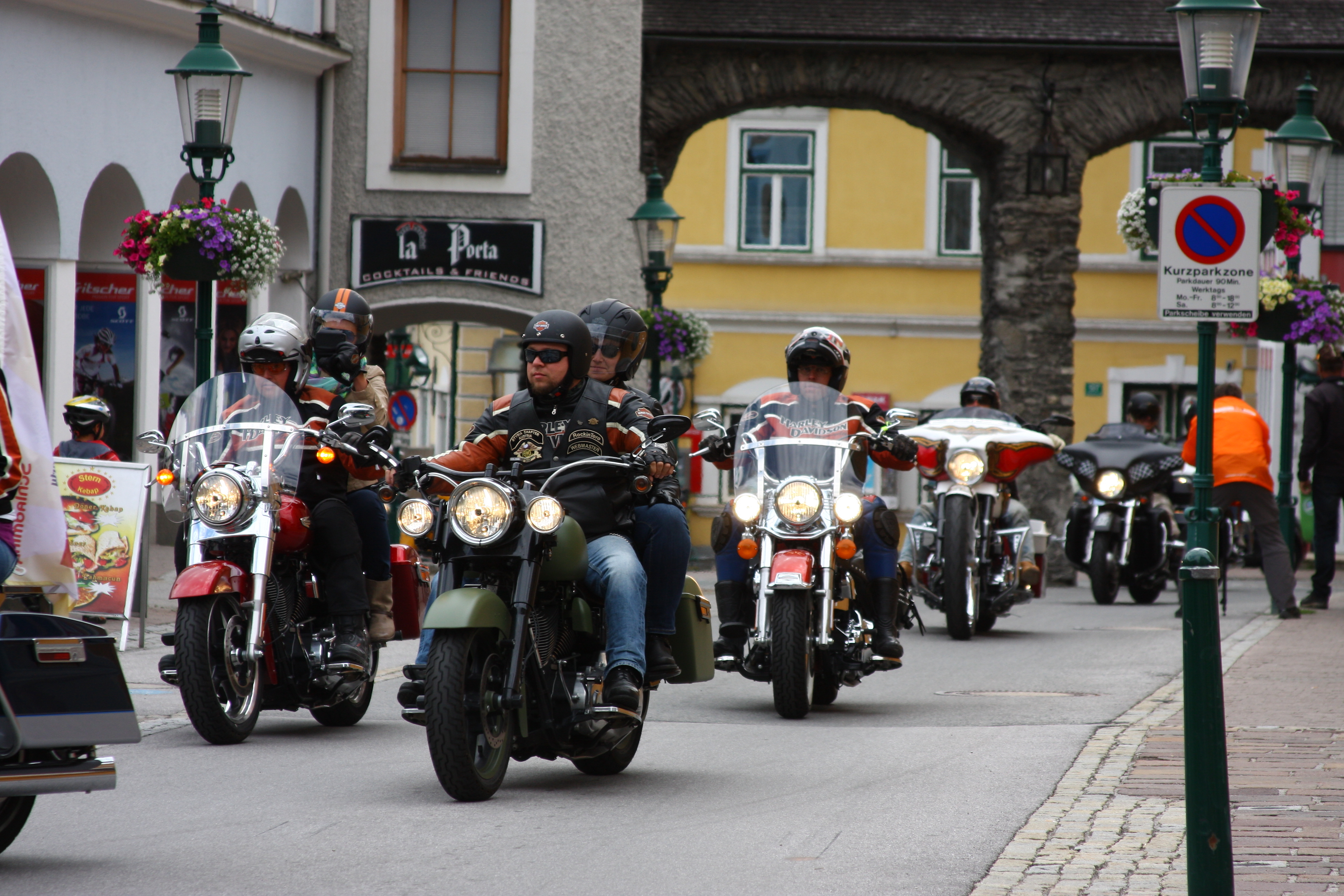
Una parata motociclistica in Austria

Il motoradunismo non è altro che il raduno o aggregamento di molti motociclisti in un determinato luogo. I più famosi raduni motociclistici contano decine di migliaia di presenze, come l'Elefantentreffen che si svolge ogni anno tra gennaio e febbraio nel sud della Germania, la Biker Fest che si svolge a maggio in Friuli. Il Super Rally, raduno riservato solo alle Harley-Davidson e che ogni anno si svolge in una nazione europea diversa, mentre il Triumph Tridays, raduno monomarca Triumph si svolge solitamente a giugno in Austria. Tra gli appassionati Ducati è celebre il World Ducati Weekend che si tiene a Misano Adriatico, dove si svolge anche la Yamaha Fest, incontro dedicato ai proprietari di motociclette Yamaha, mentre le Giornate Mondiali Guzzi di Mandello del Lario attira un gran numero di Guzzisti. Negli Stati Uniti d'America, raduni come la Daytona Beach Bike Week che si svolge a marzo in Florida e lo Sturgis Motorcycle Rally di agosto nel Dakota del Sud possono contare da diversi anni ormai un numero di partecipanti che si attesta attorno al mezzo milione di persone.
A Bobbio passando per il Passo del Penice ogni anno si svolge il Motoraduno – San Colombano Day in omaggio a San Colombano patrono e protettore dei motociclisti.
Annualmente, durante l'ultima domenica del mese di settembre, si svolge anche il raduno Distinguished Gentleman's Ride che viene organizzato in tutto il mondo contemporaneamente e al quale è legata una raccolta fondi per la ricerca sul cancro e la prevenzione dei suicidi.

## Mototurismo

### Letteratura, cinema e televisione
Vi è una discreta produzione letteraria sui viaggi in moto: Il veicolo perfetto – La motocicletta di Melissa Holbrook Pierson, Verso la Mongolia e Sulla via della seta di Italo Barazzutti, In Vespa da Milano a Tokyo di Roberto Patrignani e tutte le avventure in Vespa di Giorgio Bettinelli sono tra i libri più conosciuti.
Diversi sono i film che hanno come soggetto principale la motocicletta. Tra gli altri Easy Rider con Peter Fonda, Il selvaggio con Marlon Brando e I diari della motocicletta dove viene raccontato il lungo viaggio effettuato in Sud America da Ernesto Guevara e Alberto Granado a cavallo di una Norton 500 M18.
L'attore Ewan McGregor ha creato due programmi televisivi chiamate Long Way Round e Long Way Down che raccontano i suoi lunghissimi viaggi in moto. Di questi viaggi McGregor ha scritto anche libri dal titolo omonimo.

### In Italia
Il mototurismo italiano si avvale, principalmente, del campionato turismo, i cui singoli eventi sono denominati "motoraduni d'eccellenza". In esso vige il regolamento indetto dalla Federazione Motociclistica Italiana (F.M.I.).
Per partecipare ai trofei i motociclisti devono essere iscritti ad un moto club associato alla F.M.I. ed avere la Licenza Turistica.
Le categorie sono: isolato (conduttore/conduttrice, passeggero/a), squadre.
Per chi partecipa in solitario (isolato), i km percorsi sono contati dal suo luogo di residenza al luogo dove avviene il motoraduno. Nella classifica a squadre, i km sono contati dal luogo della sede del moto club di appartenenza.
Un'ulteriore manifestazione mototuristica è il Motoraid Turistico. La partecipazione consiste in gare di regolarità mototuristica, quindi in una marcia di precisione, in un determinato luogo e territorio, rispettando i tempi di una tabella di marcia prestabilita. Inoltre si tiene conto dei km registrati dai Commissari di Gara nella Licenza Turistica.

### In Europa e nel mondo
Uno dei viaggi più affascinanti per i motociclisti europei è senz'altro il Raid a Capo Nord, mentre per gli statunitensi un itinerario classico è il coast to coast, cioè un viaggio che si compie dalla costa atlantica a quella pacifica degli USA o viceversa.

## Associazioni motociclistiche
Per promuovere e gestire il motociclismo sportivo e il motoradunismo, in Italia è attiva da molti anni la Federazione Motociclistica Italiana, mentre per difendere i diritti dei motociclisti per diversi temi attuali quali la mobilità urbana, la sicurezza delle strade, i blocchi del traffico, sono nate spontaneamente diverse associazioni come Coordinamento Italiano Motociclisti, Motocivismo e l'Associazione Motociclisti Incolumi.